# Сделка за милиони бургери
Сделка за милиони бургери (на английски: The Founder) е американски драматичен филм режисиран от Джон Лий Ханкок и написан от Робърт Сегал. Във филма участват Майкъл Кийтън, Ник Офърмен и Джон Каръл Линч. Филмът излиза на 7 декември в лимитирана версия а световната премиера е на 20 януари 2017 година, разпространен от „The Weinstein Company“.

## Сюжет
Рей Крок (Майкъл Кийтън) е пътуващ търговец който понастоящем продава машини за шейк. Той има подкрепяща съпруга Етел Флъминг (Лора Дърн) и достатъчно пари за да живее в удобства. Неговите чувства на неудовлетвореност са неамбициозните основатели на Макдоналдс.
Рей се запознава с двама братя които са подготвили вечерята. Най-старият усилено работещ Морис Макдоналд (Джон Каръл) и интуитивният Ричард Макдоналд (Ник Офърмен). Рей започва да обикаля всички ресторанти и е поразен от усилената работа показана от служителите. Ричард обяснява високата годност на храната и бързото и производство. Рей взима братята след вечеря и им разказва истинската история на Макдоналдс.

## Актьорски състав
- Майкъл Кийтън – Рей Крок
- Ник Офърмен – Ричард „Дик“ Макдоналд
- Джон Каръл – Морис Макдоналд
- Линда Карделини – Джоан Смит
- Патрик Уилсън – Роли Смит
- Лора Дърн – Етел Флъминг[1]
- Рик Рейц – Уил Дейвис
- Джъстин Брук – Фред Търнър

## Продукция
Пиесата за филма е написана от Робърт Сегал. През месец декември 2014 г. е обявено че на режисьорския стол ще седне Джон Лий Ханкок.

### Заснемане
Снимките на филма започват в Нюнан, Джорджия на 1 юни 2015. Старомодният вид на Макдоналдс е построен в центъра на град Дъгласвил, Джорджия през юни 2015.

## Премиера
На 2 март 2015 г. The Weinstein Company плаща 7 милиона долара за авторските права на филма. На 26 март 2015 г. филмът е предложен за премиера на 25 ноември 2016 г. от Weinstein Company През месец март 2016 г. филмът е преместен да бъде на 5 август 2016 г. Окончателното решение за премиерата е да бъде на 20 януари 2017 г.